# Biserica Adormirea Maicii Domnului din Fălticeni

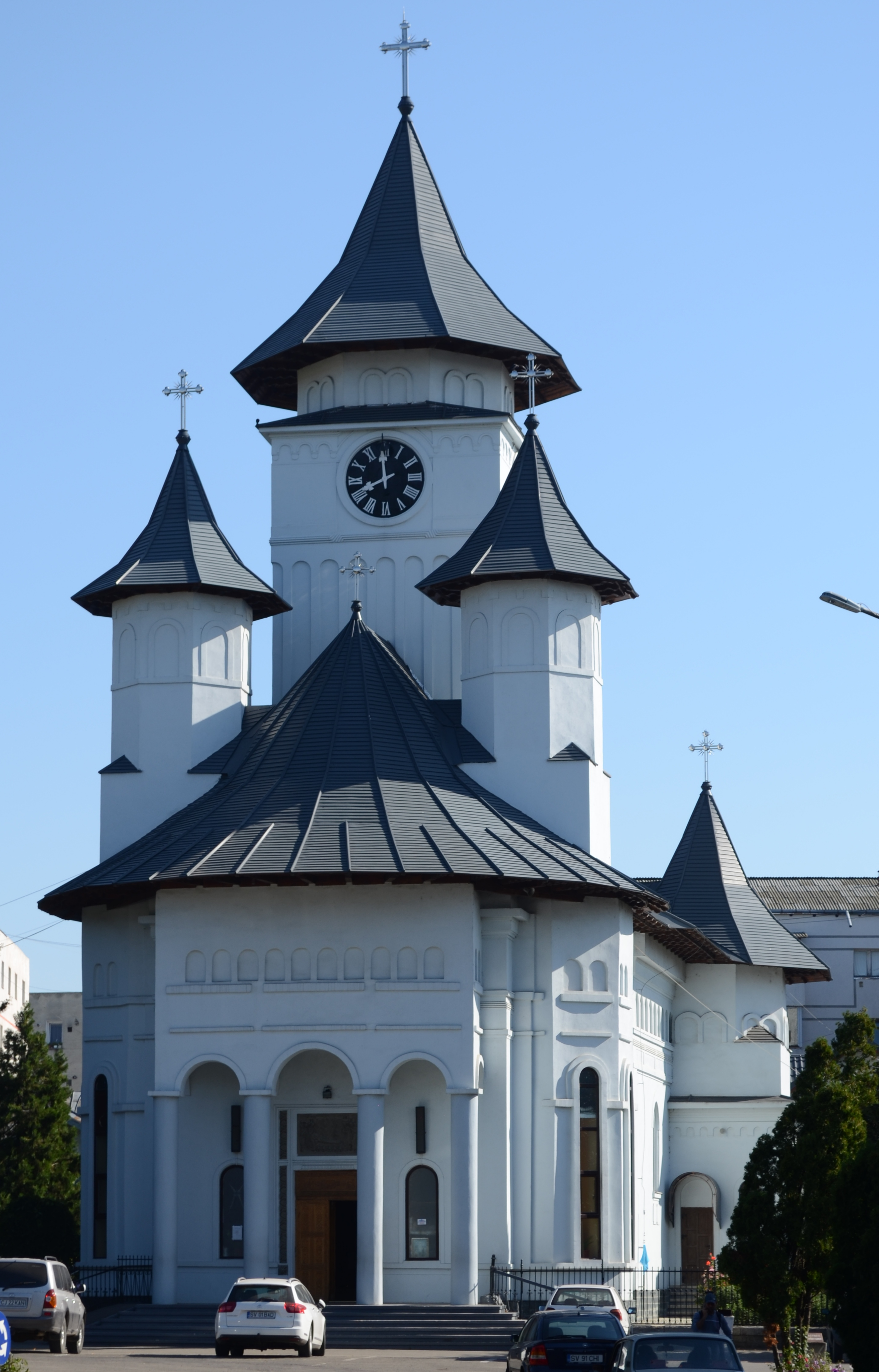
Biserica „Adormirea Maicii Domnului” din Fălticeni

Biserica „Adormirea Maicii Domnului” din Fălticeni, cunoscută neoficial și sub denumirea Catedrala „Adormirea Maicii Domnului”, este un lăcaș de cult ortodox construit între anii 1824-1827 de spătarul Mihail Gane în municipiul Fălticeni (aflat azi în județul Suceava). Edificiul religios este situat pe Strada Republicii nr. 49, în centrul orașului, și are hramul Adormirea Maicii Domnului, sărbătorit la data de 15 august.
Cu o vechime de aproape două secole, biserica-catedrală din Fălticeni este o construcție impunătoare în peisajul zonei și reprezintă un reper al vieții publice și spirituale a locuitorilor orașului.

## Localizare
Biserica „Adormirea Maicii Domnului” se află la capătul de nord al arterei pietonale (denumită Republicii) din centrul municipiului Fălticeni, în apropiere de clădirea monument istoric a Primăriei. În fața edificiului se deschide un spațiu liber cunoscut ca Piața Mihail Sadoveanu (în perioada comunistă Piața 23 August), în care este amplasată statuia scriitorului care dă numele pieței. Accesul către edificiul religios se realizează prin intermediul mai multor străzi (Nicolae Bălcescu, Ioan Maior, Ion Creangă, Mihai Eminescu, Ana Ipătescu și Republicii) care au ca punct de întâlnire sensul giratoriu din fața bisericii.

## Istoric
Biserica „Adormirea Maicii Domnului” din Fălticeni a fost ctitorită în anul 1827 de spătarul Mihail Gane. Edificiul este construit în stil catolic în perioada 1824-1827 pe un teren donat de către Neculai Boian, fiind realizat din piatră și cărămidă și acoperit cu o învelitoare din tablă. După încheierea lucrărilor, noul lăcaș a fost sfințit de Veniamin Costachi (mitropolitul Moldovei). Primul preot slujitor este Vasile Știrbu. În 1843 biserica a fost transferată epitropiei postelnicului Matei Gane, nepotul lui Știrbu și tatăl scriitorului Nicolae Gane. Tot în acest an sunt executate primele reparații.
În 1854 în dotarea bisericii din Fălticeni figurau șapte clopote: unul de dimensiuni mari, achiziționat în 1847, unul mijlociu, patru mici și unul cu sunet dogit. În imediata vecinătate a fost construită o casă parohială cu patru camere și o curte. De asemenea, până în 1865 lăcașul era înconjurat de un cimitir, care ulterior a fost desființat, pe terenul aferent acestuia apărând noi clădiri. În vara anului 1883 edificiul a fost extins, prin înălțarea turlei cu 4 metri și montarea pe patru fețe a unui orologiu cumpărat de la Viena de Anastasia Circhidic.
Prima mențiune despre activitatea corului bisericii datează din 1871, când profesorul de muzică Mihai Boșteanu figurează ca îndrumător al activității și al repertoriului acestuia. Ulterior, în 1921 corul fălticenean, compus din 80 de persoane ce cântau pe patru voci, a obținut premiul întâi la concursul organizat de Societatea „Tinerimea Română” din București.
Primul inventar al patrimoniului bisericii-catedrală a fost întocmit în anul 1903. Sunt menționate, între altele, o Sfântă Evanghelie donată în 1836 de către Gheorghe și Elena Hărtular, lucrarea Trei cântări tipărită la București în 1769, dar și un epitaf lucrat la Moscova și cumpărat de la un negustor din Chișinău în 1886 pe 500 de franci.
În perioada 1904-1906 lăcașul a fost înfrumusețat prin pictarea pereților interiori și prin dotarea cu mobilier nou din lemn sculptat. Cei doi meșteri care au realizat lucrările erau pictorul Gheorghe Șerban (omorât de ruși în 1917 în propria locuință din Iași), respectiv sculptorul Costache C. Costăchescu. Tot acum, pardoseala a fost placată cu piatră cu mozaic. Primăria orașului a contribuit cu bani de la bugetul local pentru lucrările de reparații, dar și pentru susținerea activității corului.

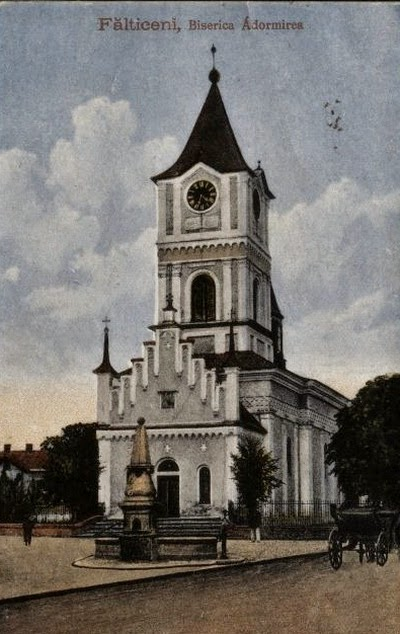
Biserica la începutul secolului al XX-lea, cu arhitectură în stil catolic

Între 1924-1925 biserica a fost reabilitată și înfrumusețată radical, de această dată lucrările fiind executate la o calitate superioară față de precedentele intervenții asupra edificiului. Pictura a fost refăcută complet de I. Doroftei, a fost introdusă lumina electrică în interiorul bisericii și la ceasul din turlă, a fost achiziționată o cruce nouă de la o expoziție din Chișinău.
În 1935 arhitectura bisericii a fost modificată după planurile arhitectului Mircea Popovici din București, construcția în stil catolic fiind transformată astfel într-una în stil moldovenesc. Trei ani mai târziu s-a constituit Societatea corală „Nicu Gane”, sprijinită cu fonduri de la administrația locală. Deasupra ușii de la intrare a fost montat un basorelief evocând Adormirea Maicii Domnului, operă de tinerețe a sculptorului Ion Irimescu (1903-2005).
În perioada interbelică Biserica „Adormirea Maicii Domnului” din Fălticeni a reprezentat un reper cultural major al orașului. În fiecare an, la data de 10 mai, în fața lăcașului se ținea o slujbă la care erau invitați cetățenii urbei și oficialitățile locale. Acest obicei a fost întrerupt brusc în 1947, odată cu instaurarea regimului comunist în România. A urmat o lungă perioadă de declin pentru această biserică, care nu a mai reprezentat centrul vieții spirituale și publice din oraș. Abia după 1990 biserica a revenit în prim-planul vieții fălticenenilor.
Începând din anul 2000 s-au desfășurat ample lucrări de renovare, care prevedeau remedierea numeroaselor crăpături care au apărut la boltă și la ziduri, construirea unui pridvor cu stâlpi, extinderea edificiului cu două abside și modificarea în totalitate a acoperișului acestuia, fiind adăugată streașina în stil moldovenesc. Deasupra pridvorului au fost ridicate două turnuri din lemn, iar în interior a fost decapată tencuiala deteriorată și înlocuită cu o tencuială nouă, repictată ulterior de frații preoți Dumitru și Neculai Mihoc. Tot acum au fost reabilitate mobilierul vechi, cafasul, catapeteasma și stranele, iar pardoseala nouă a fost executată din parchet masiv de stejar. Temelia lăcașului a fost placată cu piatră naturală adusă din Grecia. Conform preotului paroh Adrian Brădățanu, lucrările, care s-au întins pe durata unui deceniu, au fost susținute, în proporție de 90%, de credincioșii parohiei.
La 16 mai 2010 biserica a fost resfințită. Slujba de resfințire, la care au participat peste 2.000 de persoane, a fost oficiată de un sobor format din 30 de preoți și diaconi, în frunte cu Pimen Zainea (arhiepiscopul Sucevei și Rădăuților) și Macarie Drăgoi (episcopul Episcopiei Ortodoxe Române a Europei de Nord).
De-a lungul istoriei sale, Biserica „Adormirea Maicii Domnului” din Fălticeni a fost vizitată de personalități de seamă între care: domnul Grigore Alexandru Ghica (1850), poetul Dimitrie Bolintineanu (1857), consulul general rus Wilhelm de Kotzebue (1860), Alexandru Ioan Cuza (1864), prim-ministrul Ion C. Brătianu (1881), regele Carol I (9 iunie 1883), ministrul Lascăr Catargiu, Mihail Kogălniceanu (1888), mitropolitul Iosif Naniescu și episcopul Partenie Clinceni, generalul Panait Botez (1895), poetul George Topîrceanu (1913), mitropolitul Pimen Georgescu (1915), scriitorul Camil Petrescu (1916), ministrul instrucțiunii Simion Mehedinți (1918), generalul Constantin Neculcea (1919), Cezar Petrescu (1922), Nicolae Iorga (1923), ministrul instrucției dr. Constantin I. Angelescu (1924), ministrul cultelor Alexandru I. Lapedatu (martie 1925), ministrul de externe Ion Gh. Duca, scriitorul Mihail Sadoveanu, generalul Traian Moșoiu (1925), ministrul instrucțiunii publice Dimitrie Gusti (1930), generalul Ioan V. Lovinescu (1944), arhiereul vicar Justinian Marina (2 noiembrie 1945) etc.
Timp de mai bine de un secol Biserica „Adormirea Maicii Domnului” a avut rolul neoficial de catedrală a orașului Fălticeni. În prezent, acest statut îl are Biserica „Învierea Domnului”, edificiu monumental (60 de metri înălțime, 50 de metri lungime, 22 de metri lățime), ridicat începând cu anul 1990 pe un platou liber din centrul localității. În afară de aceasta, un rol similar neoficial de catedrală a orașului îl mai are biserica de stil vechi, cu hramurile Sfinții Împărați Constantin și Elena și Înălțarea Sfintei Cruci, construită în 1992.

## Imagini

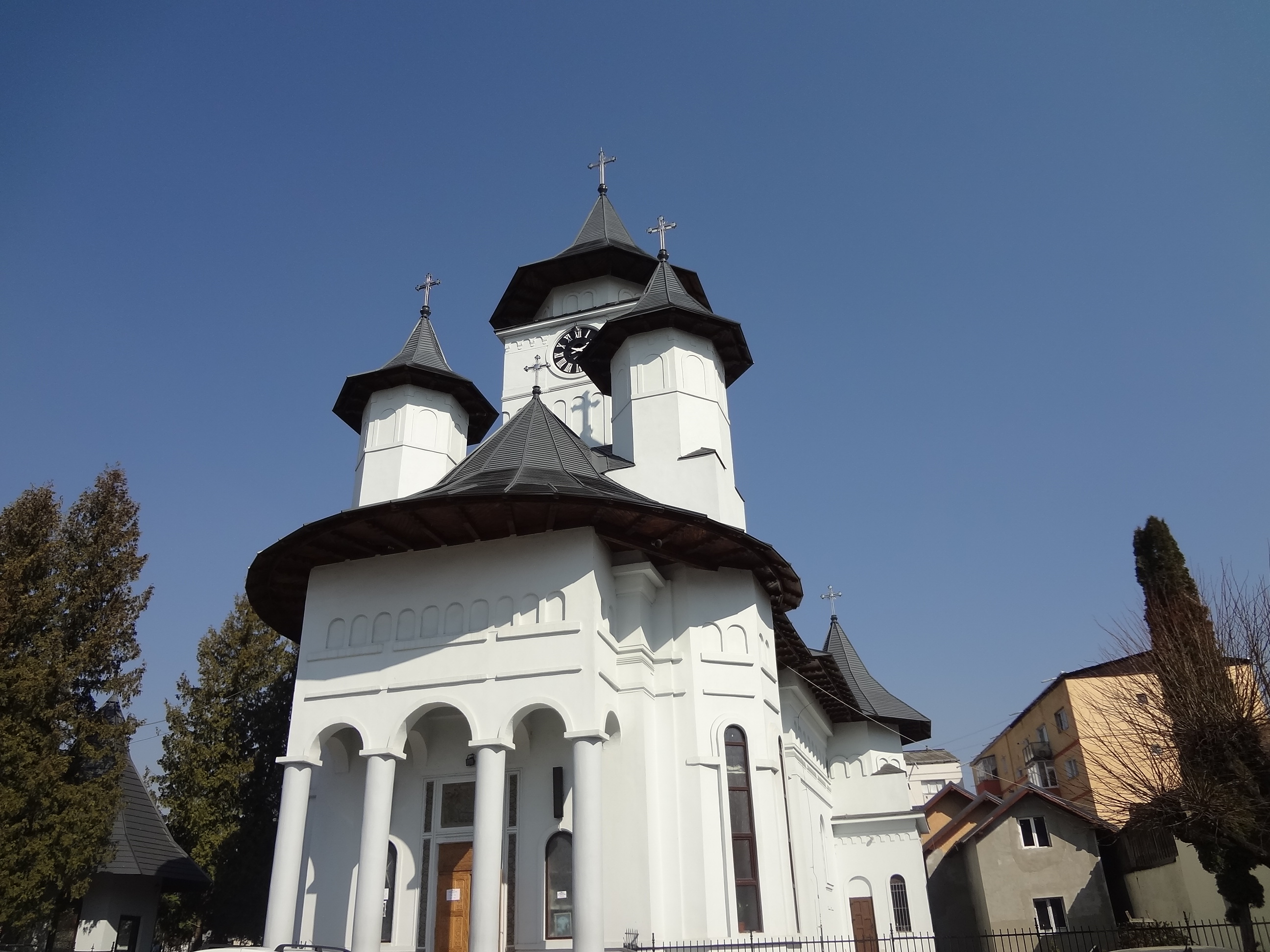
Biserica „Adormirea Maicii Domnului” din Fălticeni
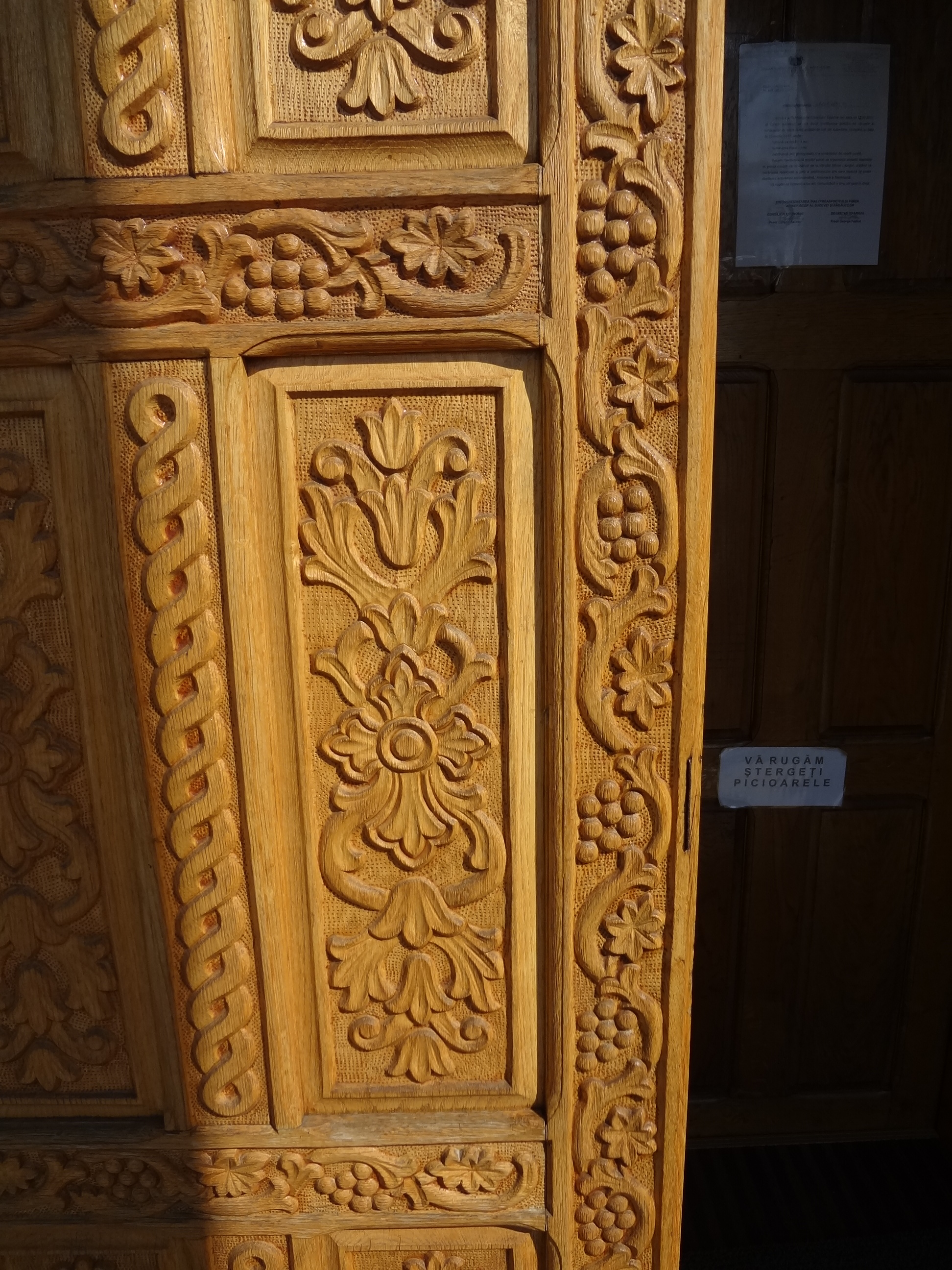
Ușa din lemn sculptat la intrarea în biserică
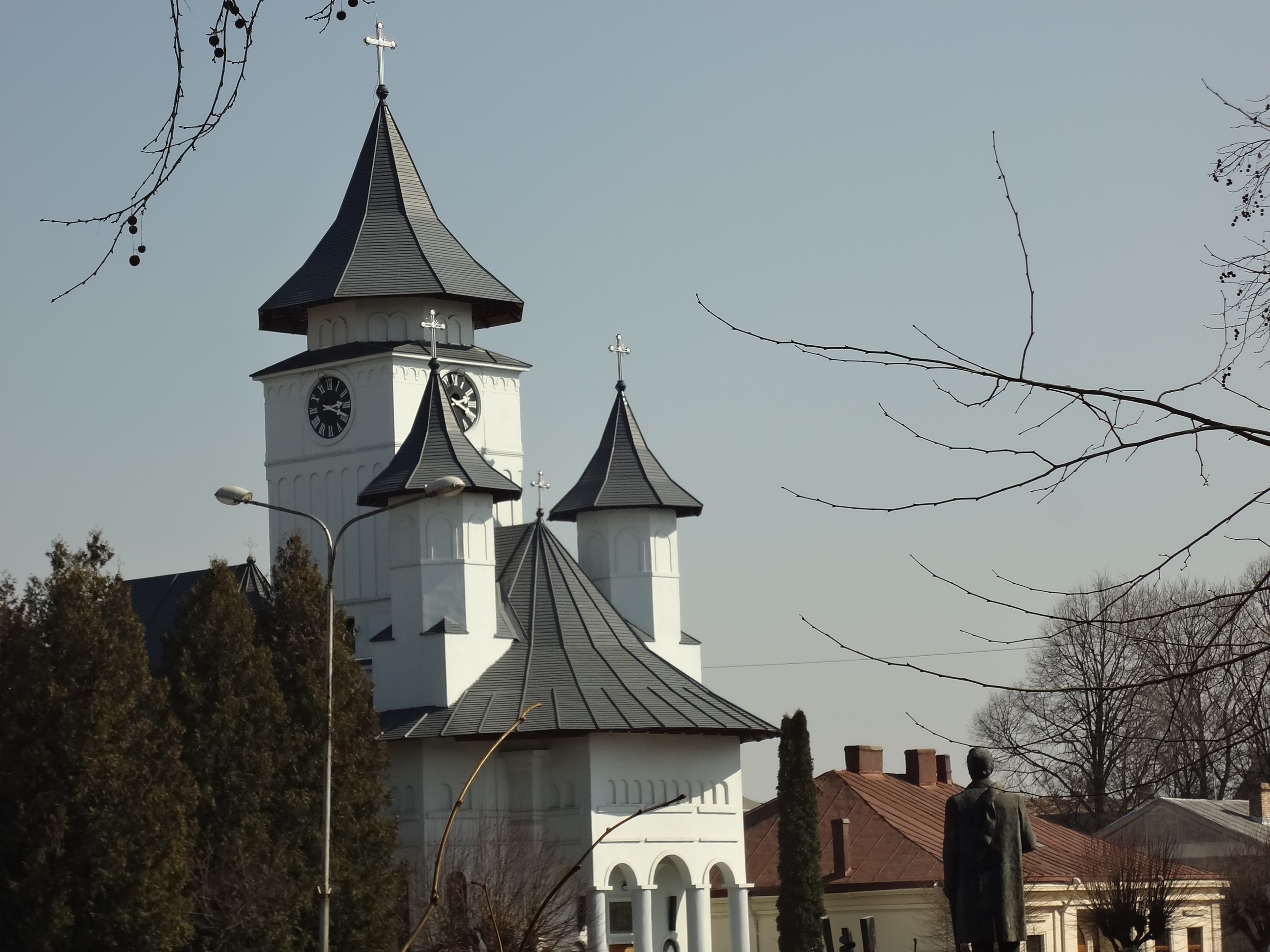
Biserica și statuia lui Mihail Sadoveanu
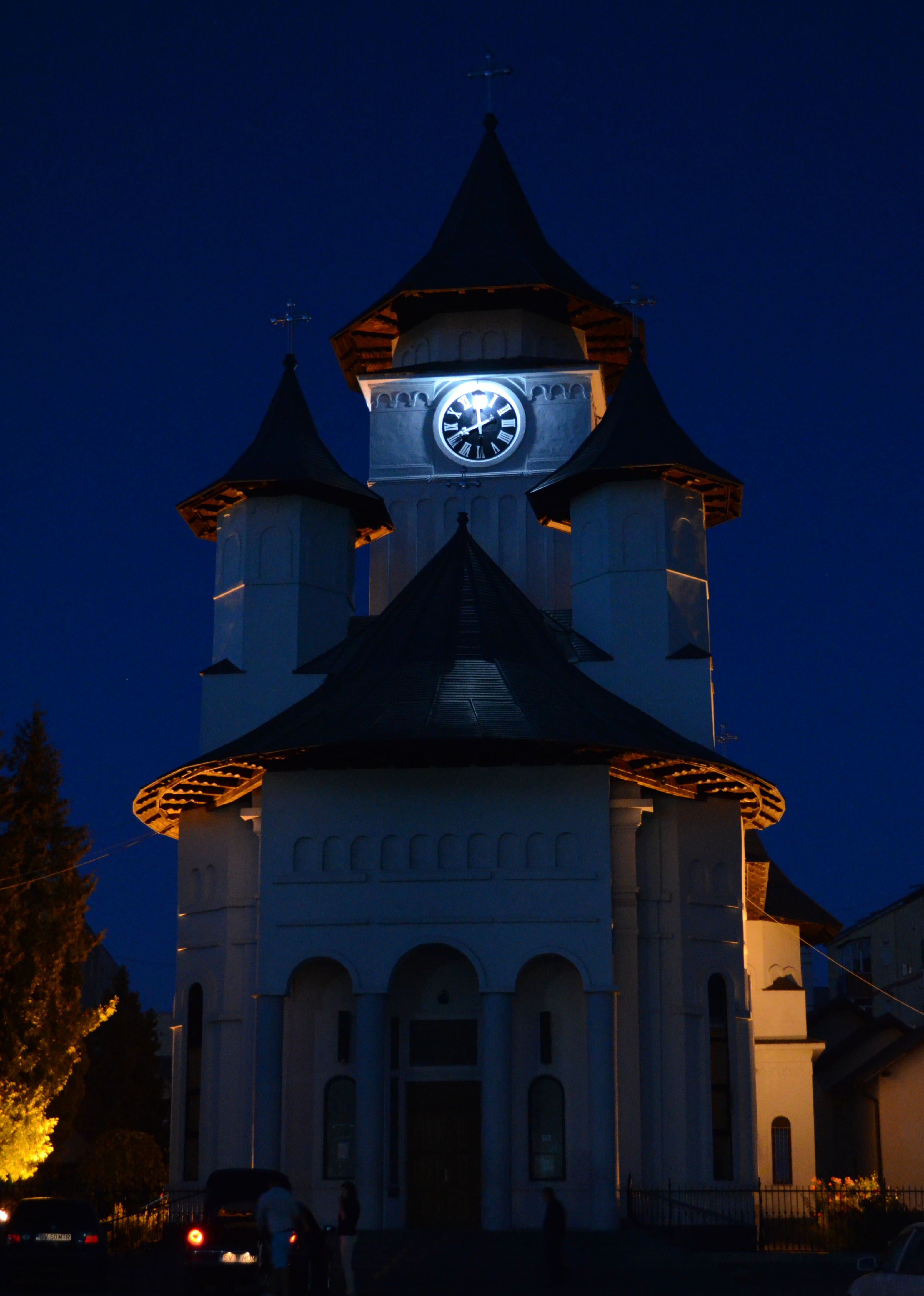
Biserica văzută noaptea
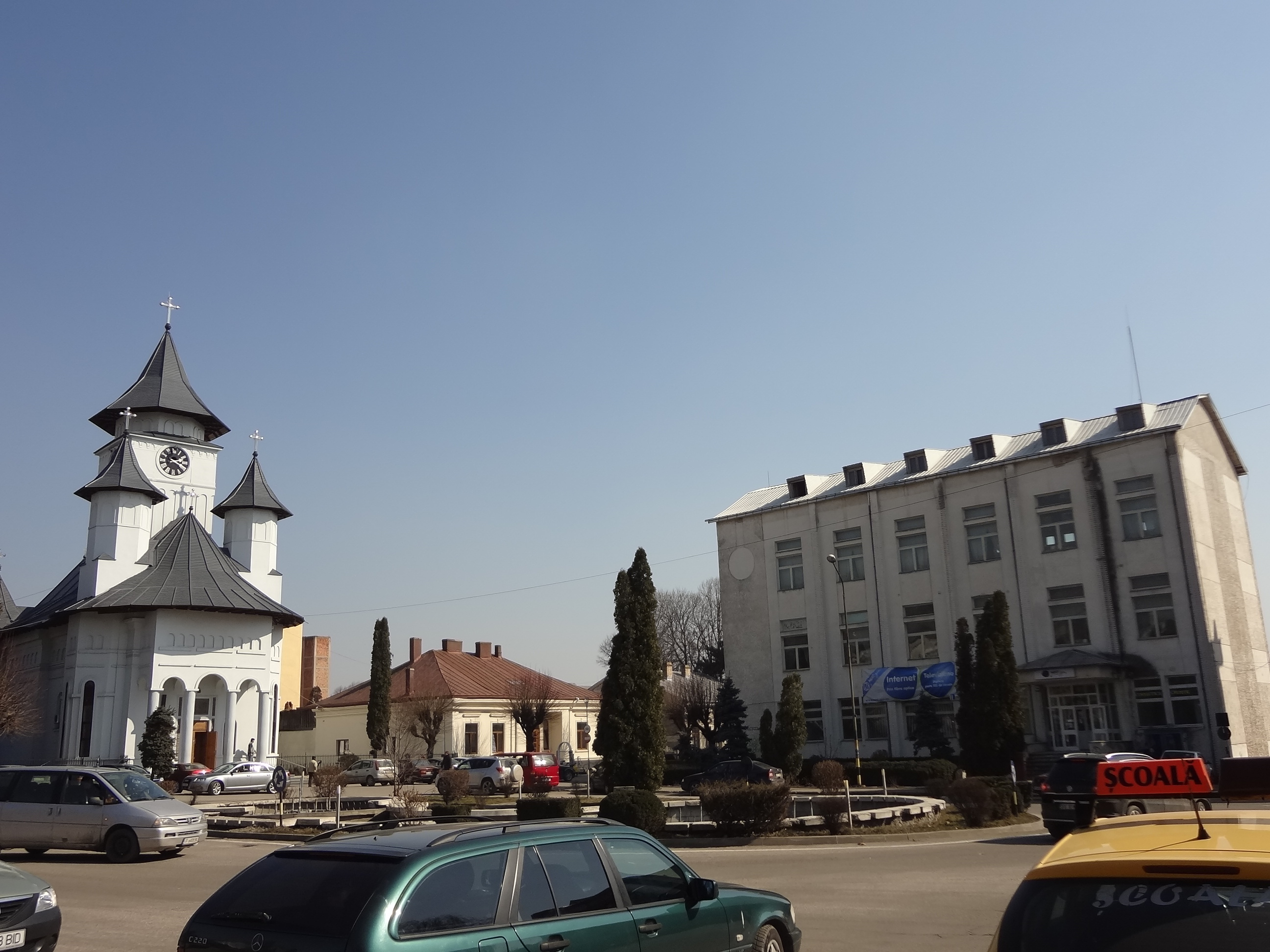
Biserica, sensul giratoriu și Piața Mihail Sadoveanu
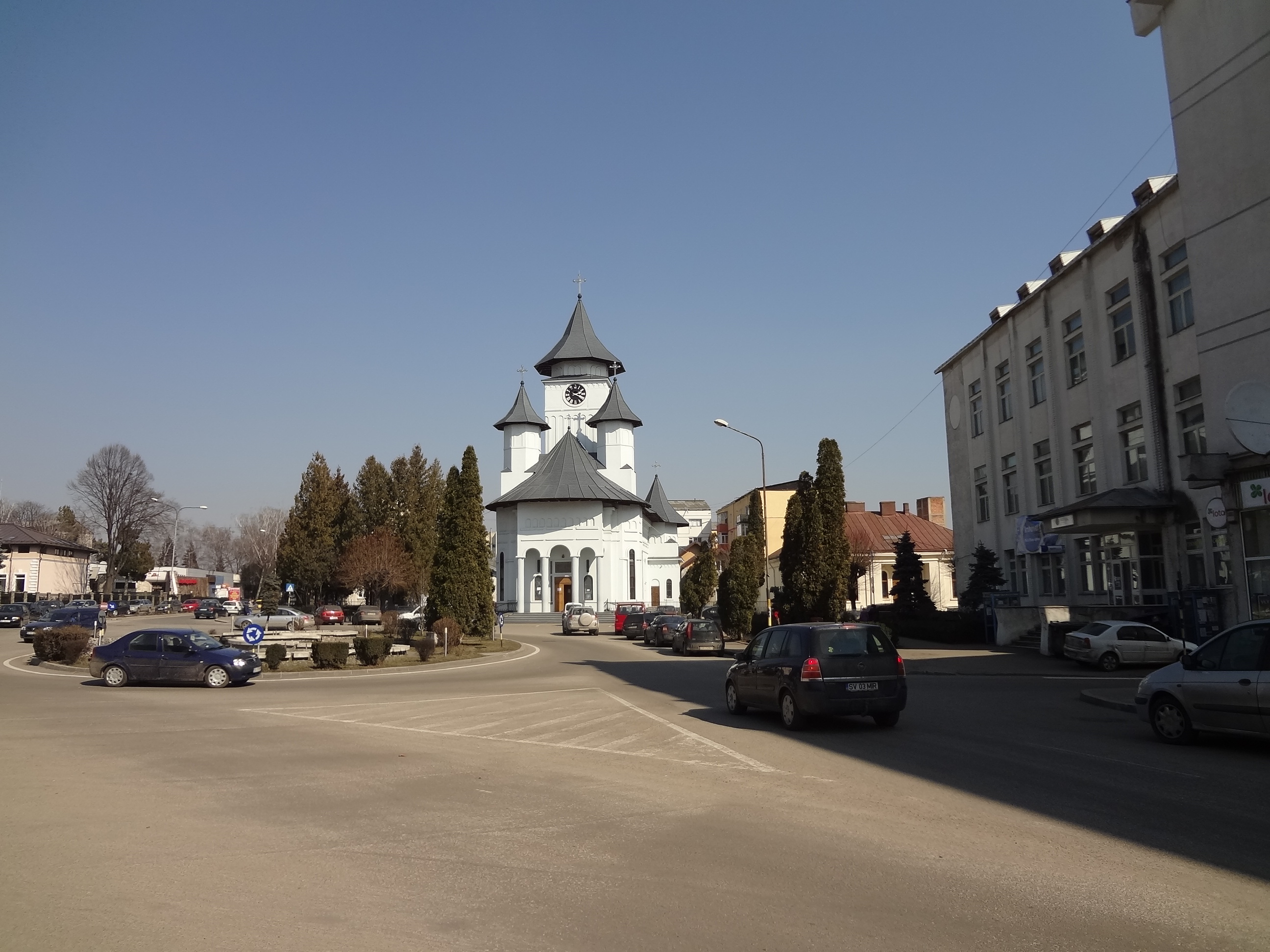
Biserica, sensul giratoriu și Piața Mihail Sadoveanu
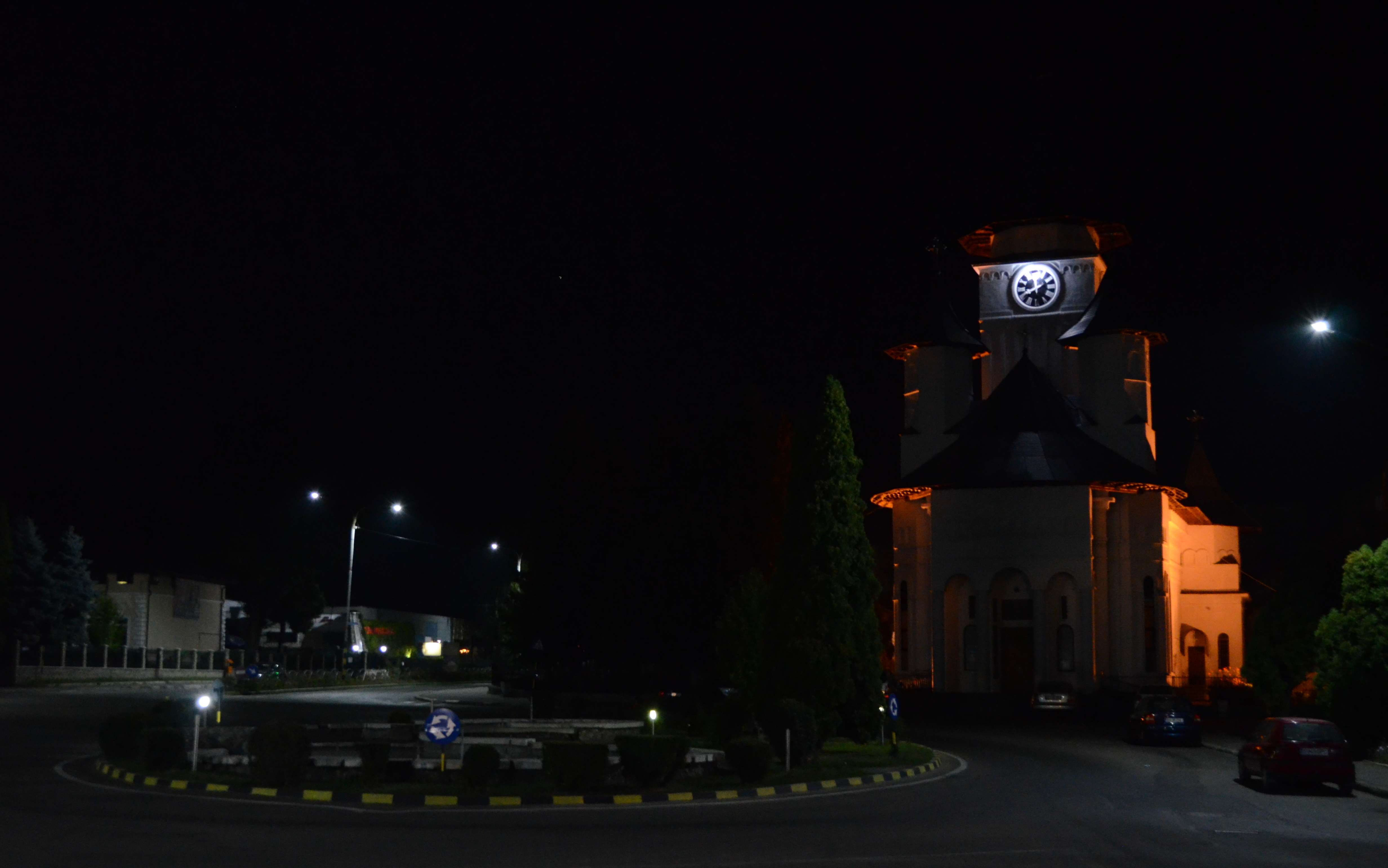
Biserica, sensul giratoriu și Piața Mihail Sadoveanu văzute noaptea

## Legături externe
- Materiale media legate de Biserica Adormirea Maicii Domnului din Fălticeni la Wikimedia Commons
- Pagina Bisericii Adormirea Maicii Domnului Fălticeni pe Biserici.org
- „Istoria Catedralei «Adormirea Maicii Domnului»” (Ilie Nuțu, Cronica de Fălticeni, 2 aprilie 2017)